# ŠK Trebinje
ŠK Trebinje – bośniacko-hercegowiński klub szachowy z siedzibą w Trebinju, mistrz kraju kobiet z 2019 roku.

## Historia
Klub został założony w 2018 roku przez Velimira Remeticia. W 2019 roku przystąpił do rozgrywek Premijer ligi kobiet. ŠK Trebinje zdobył wówczas mistrzostwo kraju, kończąc rozgrywki przed Napredakiem Zenica i Slobodą Tuzla. Czołową zawodniczką drużyny była wówczas Ana Benderać. W 2020 roku klub dołączył do akademii szachowej Anatolija Karpowa.